# Отопень (футбольний клуб)
«Отопень» (рум. Club Sportiv Otopeni) — румунський професійний футбольний клуб з міста Отопень. Заснований 2001 року, розформований 2013. Домашній стадіон «Отопень» вміщує 1 200 глядачів.

## Досягнення
- Ліга II:
  -  Срібний призер (1): 2007/08

- Ліга III:
  -  Чемпіон (1): 2003/04

## Відомі гравці
- Валентин Негру
- Крстіан Данелаче
- Віктораш Якоб
- Крістіан Данча
- Лауренціу Іван
- Адріан Драгош Іордаче
- Євген Нае
- Едуард Зіммерманн
- Драгош Флоря
- Нуну Діогу
- Ніколае Мушат
- Богдан Панаїц
- Йонуц Рада
- Адріан Скарлатаке
- Корнел Предеску
- Крістіан Константін
- Лівіу Ганя
- Габріель Маргаріц
- Сорін Паня
- Флорин Хідішан
- Себастян Койокнян
- Ангело Алістар
- Раул Русеску
- Габріель Карамарин
- Клаудіу Бартяну
- Крістіан Мунтяну
- Нассер Менассель
- Хрісту Кяку
- Октавіан Кіхая
- Даре Нібомбе

## Відомі тренери
- Лівіу Чоботаріу
- Маріан Букуреску
- Габріель Маргариц
- Міодраг Єшич